# Agelao de Naupacto
Agelao de Naupacto (en griego antiguo: Ἀγέλαος, en latín: Agelaus) fue un político etolio mencionado por primera vez en 221 a. C. cuando negoció una alianza entre el jefe ilirio Escerdílidas y los etolios.
Se dice que fue su discurso persuasivo lo que indujo a Filipo V de Macedonia a hacer la paz con la Liga Etolia (218 a. C.). En el 217 a. C.,fue elegido estratego de la Liga, pero su política partidaria de la paz le provocó muchos enemigos y se retiró, según dice Polibio.